# Galeodes festivus
Galeodes festivus är en spindeldjursart som beskrevs av Hirst 1908. Galeodes festivus ingår i släktet Galeodes och familjen Galeodidae. Inga underarter finns listade i Catalogue of Life.